# Lakatjärnen (Ströms socken, Jämtland)
Lakatjärnen är en sjö i Strömsunds kommun i Jämtland och ingår i Ångermanälvens huvudavrinningsområde.